# Koki Hirota
Kōki Hirota (Japans: 廣田 弘毅, Hirota Kōki) (Fukuoka, 14 februari 1878 - Toshima, 23 december 1948) was een Japans diplomaat, politicus en de 32e eerste minister van Japan. Ook was hij tweemaal minister van Buitenlandse Zaken. Onder zijn beleid werd het Anti-Cominternpact met nazi-Duitsland en Italië gesloten. Hij stond in 1948 tijdens het Proces van Tokio terecht voor oorlogsmisdaden en werd ter dood veroordeeld.

## Leven
Kōki Hirota werd geboren op 14 februari 1878 in de wijk Chūō-ku, in de stad Fukuoka. Hij was de zoon van een eenvoudige steenhouwer en werd geadopteerd door de Hirota-familie. Als kind blonk hij uit in kalligrafie. Hij volgde de middelbare school in Shuyukan (Fukuoka) en studeerde aan de keizerlijke universiteit van Tokio rechten, buitenlandse geschiedenis en economie. Na het behalen van zijn diploma rechten in 1905 bekleedde hij een ambtelijke post op het consulaat van Seoul. Vervolgens kwam hij terecht als vice-chef op het informatiebureau van het ministerie van Buitenlandse Zaken, waar hij een succesvolle carrière als diplomaat uitbouwde. Hij had consulaire functies in de republiek China, Groot-Brittannië, de Verenigde Staten en Nederland. Hirota was gehuwd met Shizuko (die zelfmoord pleegde tijdens het Proces van Tokio). Samen hadden ze twee dochters, Miyoko en Toyoko.
Hirota was lid van de Genyōsha ("het donkere oceaan-genootschap”), een extreem nationalistisch genootschap, en van zijn uitloper de Kokuryūkai (“het zwarte draak-genootschap”). Onder hun invloed nam het militarisme in Japan toe. De Genyōsha was gesticht in Fukuoka, Hirota’s geboortestreek en kende daar een grote aanhang.

## Diplomatieke carrière
In 1923 werd Hirota aangesteld als directeur van het Europese en Amerikaanse departement van het ministerie van Buitenlandse Zaken. Van 1927 tot 1930 diende hij als ambassadeur in Nederland, van 1930 tot 1932 als ambassadeur in de Sovjet-Unie. In deze laatste positie ontving hij in 1931 van Russische kant voorstellen voor een niet-aanvalspact, terwijl de Generale Staf van het Japanse leger Hirota liet weten dat een confrontatie met Rusland onvermijdelijk was. Bijgevolg was de Japanse reactie op dit Russisch voorstel nogal lauw.

## Minister van Buitenlandse Zaken
In 1933 volgde Hirota Uchida Kosai op als minister van Buitenlandse Zaken in het Saitō-kabinet, vlak nadat Japan zich had teruggetrokken uit de Volkenbond. De Commissie Lytton, ingesteld door de Volkenbond, had namelijk een vernietigend rapport uitgebracht over de inmenging van het Kanto-leger in Mantsjoerije. Daarop hadden alle lidstaten geëist dat Japan zich terugtrok uit China en de marionettenstaat Mantsjoekwo zou opheffen. Hirota zette daarop een punt achter de pogingen een goed samenwerkingsbeleid met Groot-Brittannië en de Verenigde Staten uit te werken.
Ook onder de volgende eerste minister Okada Keisuke bekleedde Hirota de post van minister van Buitenlandse Zaken. Als zodanig onderhandelde hij met de Sovjet-Unie over de aankoop van de rechten op de Trans-Mantsjoerische spoorlijn, waarvan het zuidelijk gedeelte na de overwinning in de Russisch-Japanse Oorlog onder toezicht van Japan kwam te staan. Hirota behandelde ook de kwestie met de vijandig gezinde Republiek China. Hij voerde op 28 oktober 1935 de sangensoku (“de drie principes van Hirota”) in. Deze hielden in dat China zijn anti-Japanse beweging een halt moest toeroepen, Mantsjoerije als natie moest accepteren en een verdrag moest sluiten tegen het communisme. China wilde niet voldoen aan die eisen, maar bezweek uiteindelijk onder de druk van het Japanse leger.

## Eerste minister

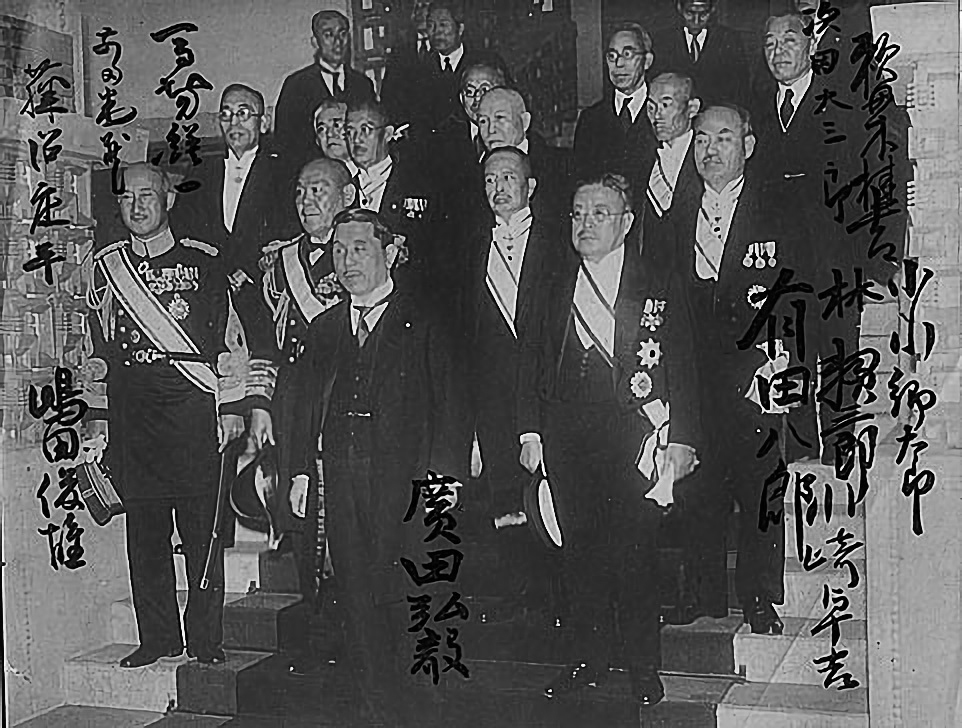
Koki Hirota met zijn ministers

Na het 26-februari-incident volgde Hirota op 9 maart 1936 Okada Keisuke op als eerste minister en werd lid van het Hogerhuis. Zijn beleid inzake het aanstellen van zowel een minister van Oorlog als een minister van Marine baarde opzien. Hirota riep in mei 1936 opnieuw het systeem in leven dat enkel legerofficieren in actieve dienst deze ambten konden bekleden en versterkte daarmee de greep van militairen op de politiek. Hirota verklaarde dat hij op die manier wilde verhinderen dat een prokeizerlijke factie opnieuw aan de macht zou komen, maar het was inmiddels duidelijk dat hij geadviseerd was door de militairen.
Ook zijn keus om Yoshida Shigeru, aanbevolen door prins Konoe Fumimaro, als minister van Buitenlandse Zaken aan te stellen werd ten sterkste afgeraden door de militairen. Zij vonden Yoshida te prowesters. In plaats daarvan bekleedde Arita Hachirō deze belangrijke post.
Onder zijn beleid stegen de staatsuitgaven, die gebruikt werden om de bewapening te financieren. Ook was er meer agressiviteit tegenover China. Op 25 november 1936 werd het Anti-Cominternpact tussen Duitsland en Japan gesloten (Nichi-Doku bōkyō kyōtei) Later sloten andere fascistische regeringen zich daarbij aan. Officieel diende het om de verspreiding van het communisme tegen te gaan, maar het verbeterde de samenwerking tussen de fascistische landen. De lidstaten zouden elkaars gemeenschappelijke belangen beschermen en beloven geen verdragen te sluiten met de Sovjet-Unie en Duitsland erkende de staat Mantsjoekwo. Samen met Italië vormden ze de alliantie van de asmogendheden.
Onder druk van de militairen viel het kabinet een jaar later en moest Hirota aftreden omdat hij het “oorlogszuchtige” beleid probeerde in te perken. De directe aanleiding was een botsing tussen minister van Oorlog Terauchi Hisaichi en Hamada Kunimatsu, lid van de Rikken Seiyūkai. Ze stonden tegenover elkaar in het zogenaamde 'zelfmoord-debat' (harakiri mondō). De militairen hadden hun twijfel over het patriottisme van de politieke partijen laten blijken, waarop Hamada aanbood seppuku te plegen indien Terauchi de disloyaliteit van de partijleden zou kunnen aantonen. Hirota was niet in staat te bemiddelen en trad op 23 januari 1937 af. Zijn opvolger Ugaki Kazushige slaagde er niet in een kabinet te vormen door de militaire tegenwerking, waarop uiteindelijk Hayashi Senjūrō als eerste minister werd aangesteld.

## Opnieuw minister van Buitenlandse Zaken
Hirota nam in 1937 zijn functie als minister van Buitenlandse Zaken weer op zich in het Konoe-kabinet. Zowel Hirota als Konoe Fumimaro maakten geen bezwaren toen er besloten werd om de eerste legerdivisies naar China te sturen. Hirota zette samen met de minister van Oorlog en de minister van Marine de vredesonderhandelingen met de nationalistische regering stop.
Toen Hirota het rapport van het Bloedbad van Nanking onder ogen kreeg, klaagde hij over het gebrek aan discipline in het leger. Ook was hij niet te spreken over de escalatie van de Tweede Chinees-Japanse Oorlog, die al zo ver was gevorderd dat van kans op vrede geen sprake meer kon zijn. De militairen waren intussen zo machtig geworden dat ze zich hadden onttrokken aan het gezag van het kabinet. Toen Hirota kritiek uitte op het militaristisch bewind werd hij beschimpt om zijn “schroom”. Uiteindelijk werd hij tot ontslag gedwongen op 26 mei 1938. Zijn opvolger was Ugaki Kazushige.

## Verdere loopbaan
Hoewel hij niet meer tot de regering behoorde, nam Hirota deel aan een vergadering waarin beslist werd Konoe Fumimaro opnieuw aan te wijzen als eerste minister. De toenmalige eerste minister Yonai Mitsumasa liet namelijk te sterk zijn anti-Duitse opstelling en zijn tegenkanting tegen het naderende driemogendhedenpact blijken. Zijn ontslag kwam op 21 juli 1940, waarop Konoe Fumimaro zijn functie overnam. Het driemogendhedenpact werd op 27 september 1940 ondertekend. Dit pact was een aanvulling op het Anti-Cominternpact en hielp de scheuring dichten tussen Duitsland en Japan, die na het Molotov-Ribbentroppact ontstaan was.
Op 29 november 1941 woonde Hirota een vergadering bij over de administratieve procedures die uitgevoerd moesten worden met betrekking tot de oorlogsverklaring. Een minderheid, waaronder Hirota, was voorstander van de oorlog. Vlak voor de landing op Iōjima (19 februari 1945) riep keizer Hirohito de voormalige Bewaarder van het Keizerlijke Zegel Makino en zes voormalige eerste ministers samen. Ze raadden hem aan de oorlog voort te zetten. Hirota en Kiichirō Hiranuma waren voorstander van een strijd tot het bittere eind.

## Het proces van Tokio

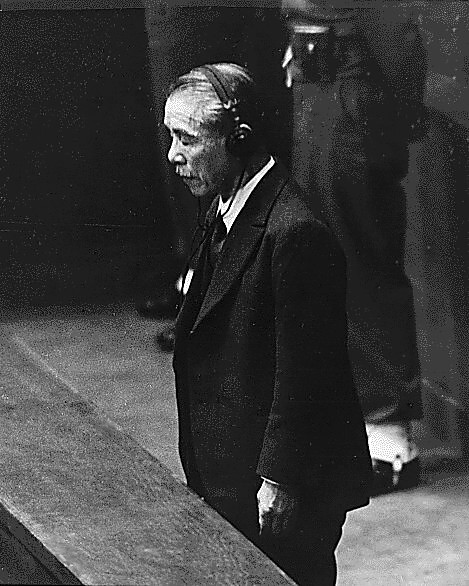
Koki Hirota hoort zijn doodvonnis aan

Na de Tweede Wereldoorlog besloten de geallieerden strafhoven in te stellen om de oorlogsmisdadigers te berechten. De Verenigde Staten, Groot-Brittannië, Frankrijk en de Sovjet-Unie stichtten het Internationaal Militair Tribunaal. Naast het Neurenberg-tribunaal werd op verzoek van de Amerikaanse generaal Douglas MacArthur het Tribunaal voor het Verre Oosten (IMTFE) opgericht. De processen van beide tribunalen verliepen op dezelfde manier, behalve op het vlak van de verdediging.
MacArthur legde in september 1945 een lijst aan van de schuldigen inzake de Aanval op Pearl Harbor. Naast Hirota werden zes andere leden van de Kokuryūkai opgepakt, onder wie Ogata Taketora en Hashimoto Kingoro. Enkele dagen later gaf MacArthur bevel Hirota van de lijst te schrappen.
Op 3 mei 1946 begon The Tokyo War Crimes Trial ofwel het Proces van Tokio. Het proces nam twee en een half jaar in beslag. Er waren 28 verdachten, van wie Tōjō Hideki, premier en minister van Oorlog ten tijde van Pearl Harbor, het meest schuldig werd bevonden aan oorlogsmisdaden. Uit angst voor desintegratie bleef keizer Hirohito volledig buiten schot. Hirota werd gearresteerd als oorlogsmisdadiger klasse A.
Een voorval met Hirota’s verdediging van het Amerikaanse counsel zorgde voor vertraging. David F. Smythe die Hirota vertegenwoordigde, argumenteerde dat het onmogelijk was voor de Japanse leiders om in een geïntegreerde samenzwering een agressieve oorlog te bekostigen. Rechter William Webb onderbrak zijn betoog zo vaak dat Smythe hem beschuldigde van ongepaste onderbreking. Daarop dwong Webb Smythe zijn excuses aan te bieden, ofwel het hof te verlaten. De verdediger weigerde zich te excuseren, waarop hij zich genoodzaakt zag zich terug te trekken. De verzwakte verdediging kon door vervanger George Yamaoka niet meer hersteld worden.
Een tweede misstap die de zaak voor Hirota verzwaarde, was het optreden van William Logan, verdediger van het Amerikaanse counsel. Hij trok de getuigenis van Miner Bates dat de Japanse regering op de hoogte was van de gewelddadigheden te Nanking, in twijfel. De verdediging van Logan viel in elkaar toen er nieuw bewijsmateriaal kon worden voorgelegd.
Hirota Kōki werd schuldig bevonden aan samenzwering, aan oorlog tegen China en aan het verzaken van de taak de oorlog en het breken van wetten te voorkomen. Hij werd echter vrijgesproken van oorlog tegen de Verenigde Staten, Frankrijk, Groot-Brittannië, Nederland en de Sovjet-Unie, evenals van het toestaan, bevelen en volmachtigen van gruweldaden. Het uiteindelijke vonnis in november 1948 was de doodstraf. Naast Hirota werden vier andere diplomaten veroordeeld. De ophanging van zeven beschuldigden werd geëist, van wie Hirota de enige niet-militair was.
Rechter Bert Röling, een Nederlandse rechtsgeleerde die deel uitmaakte van de jury, voerde enkele zaken ter verdediging van Hirota aan. Zo wees hij erop dat een individu verantwoordelijk werd gehouden voor een actie van de staat. Hij opteerde voor vrijspraak op dat punt van verschillende beklaagden. Uiteindelijk ging Röling akkoord met zes van de zeven terdoodveroordelingen. Hij was enkel tegen het vonnis van Hirota, die hij onschuldig achtte op alle vlakken. Hij argumenteerde dat in plaats van Hirota drie anderen die tot levenslang veroordeeld waren, de doodstraf verdienden. Webb gaf aan Rölings oproep geen gehoor.
Hirota en generaal Kenji Doihara gingen tegen de uitspraak in beroep. Ze beweerden dat McArthur geen recht had het IMTFE op te richten, omdat het in strijd was met de grondwet, de verdragen en de internationale overeenkomsten tussen de Verenigde Staten en Japan. Ook benadrukten ze nogmaals dat de handelingen waarvan ze beschuldigd werden, slechts de taak was die de regering hen had opgelegd. Op 6 december 1948 werd de zaak door de Hoge Raad kort behandeld. Zoals verwacht werd het oorspronkelijke vonnis bekrachtigd.
Hirota werd in de Sugamo-gevangenis geplaatst, waar hij bezoek kreeg van zijn dochters en een boeddhistische priester. De terechtstellingen vonden plaats op 23 december 1948. Even na middernacht werd Hirota opgehangen.
Hirota was een civiele ambtenaar en genoot veel populariteit onder de bevolking, wat ertoe leidde dat er in Japan 29.985 handtekeningen werden verzameld voor een petitie tot strafvermindering. Zelfs vandaag de dag wordt zijn naam vaak genoemd wanneer in Japan wordt gediscussieerd over het Tokyo Tribunaal als een "overwinnaarsrechtbank".  Over het algemeen wordt hij vaak afgebeeld als een minister die tegen de oorlog was, maar niet in staat was de druk van het leger te weerstaan. Hij is ook de protagonist van de roman en het drama "Rakujitsu Moyu" ("The Setting Sun Burns").